# Croton ameliae
Espèce
Croton ameliae est une espèce de plantes à fleurs du genre Croton et de la famille des Euphorbiaceae, originaire du Mexique (Yucatán).